# Galatasaray Istanbul/Saison 1969/70
Die Saison 1969/70 von Galatasaray Istanbul war die 62. Saison in der Vereinsgeschichte und die 12. Saison in der türkischen Liga, der 1. Lig. Der Klub beendete die Saison auf dem 8. Platz. In der Türkiye Kupası und Europapokal der Landesmeister schied Galatasaray im Viertelfinale aus.

## Personalien

### Kader
| Nat.                                           | Name               | Geburtsdatum  | im Verein seit | vorheriger Verein     |
| Torhüter                                       | Torhüter           | Torhüter      | Torhüter       | Torhüter              |
| ---------------------------------------------- | ------------------ | ------------- | -------------- | --------------------- |
| Turkei                                         | Nihat Akbay        | 1. Jan. 1945  | 1968           | Beykozspor            |
| Turkei                                         | Yasin Özdenak      | 11. Okt. 1948 | 1967           | Istanbulspor          |
| Turkei                                         | Varol Ürkmez       | 1. Jan. 1937  | 1967           | Altay Izmir           |
| Abwehr                                         |                    |               |                |                       |
| Turkei                                         | Ergün Acuner       | 18. Juni 1941 | 1964           | Izmirspor             |
| Turkei                                         | Akın Aksaçlı       | 1. Jan. 1947  | 1968           | Balıkesirspor         |
| Turkei                                         | Ali Elveren        | 1. Jan. 1946  | 1968           | İzmir Denizgücü       |
| Turkei                                         | Ekrem Günalp       | 1. Jan. 1947  | 1969           | Gençlerbirliği Ankara |
| Turkei                                         | Muzaffer Sipahi    | 1. Jan. 1941  | 1968           | Ankara Demirspor      |
| Turkei                                         | Samim Yağız        | 15. Apr. 1950 | 1969           | eigene Jugend         |
| Mittelfeld                                     |                    |               |                |                       |
| Turkei                                         | Turan Doğangün     | 20. Aug. 1941 | 1964           | MKE Ankaragücü        |
| Turkei                                         | İlker Erbay        | n. a.         | 1969           | n. a.                 |
| Turkei                                         | Harun Kaya         | 1. Jan. 1951  | 1969           | n. a.                 |
| Turkei                                         | Mehmet Oğuz        | 3. Mai 1949   | 1967           | Kadırga SK            |
| Turkei                                         | Talat Özkarslı     | 21. Sep. 1940 | 1961           | Göztepe Izmir         |
| Turkei                                         | Hidayet Öztekin    | 1. Jan. 1948  | 1969           | n. a.                 |
| Turkei                                         | Faruk Uçarlar      | 1. Jan. 1948  | 1968           | İzmir Denizgücü       |
| Turkei                                         | Bülent Ünder       | 16. Apr. 1949 | 1969           | eigene Jugend         |
| Angriff                                        |                    |               |                |                       |
| Turkei                                         | Olcay Başarır      | 1. Jan. 1949  | 1969           | Mersin İdman Yurdu    |
| Jugoslawien Sozialistische Föderative Republik | Ahmet Celović      | 1. Jan. 1940  | 1968           | FK FAP Priboj         |
| Turkei                                         | Ayhan Elmastaşoğlu | 23. Aug. 1941 | 1960           | Altay Izmir           |
| Turkei                                         | Mazlum Fırtına     | 29. Apr. 1946 | 1968           | İzmir Denizgücü       |
| Turkei                                         | Yılmaz Gökdel      | 20. Feb. 1940 | 1969           | Vefa Istanbul         |
| Turkei                                         | Muhlis Gülen       | 1. Jan. 1947  | 1968           | Giresunspor           |
| Turkei                                         | Uğur Köken         | 28. Nov. 1937 | 1959           | eigene Jugend         |
| Turkei                                         | Bilgin Nesil       | 1. Jan. 1943  | 1969           | Feriköy SK            |
| Turkei                                         | Gökmen Özdenak     | 22. Juni 1947 | 1967           | Istanbulspor          |
| Turkei                                         | Feridun Öztürk     | 1. Jan. 1943  | 1969           | Altay Izmir           |

#### Transfers
| Zugänge | Abgänge |
| --- | --- |
| - Olcay Başarır (Mersin İdman Yurdu) - İlker Erbay (n. a.) - Yılmaz Gökdel (Vefa Istanbul) - Ekrem Günalp (Gençlerbirliği Ankara) - Harun Kaya (n. a.) - Bilgin Nesil (Feriköy SK) - Hidayet Öztekin (n. a.) - Feridun Öztürk (Altay Izmir) - Faruk Uçarlar (İzmir Denizgücü) - Bülent Ünder (eigene Jugend) - Samim Yağız (eigene Jugend) | - Ergin Gürses (Bursaspor) - Tuncer İnceler (Karriere beendet) - Metin Oktay (Karriere beendet) - Atılay Özgür (Vefa Istanbul) - Bekir Türkgeldi (Karriere beendet) |

## Spielkleidung
| Heim | Auswärts |

## Saison
Alle Ergebnisse aus Sicht von Galatasaray Istanbul.
Die Tabelle listet alle 1.-Lig-Spiele des Vereins der Saison 1969/70 auf. Siege sind grün, Unentschieden gelb und Niederlagen rot markiert.

### 1. Lig
| ST | Datum              | Gegner                | Ort                             | Ergebnis  | Tor(e) für Galatasaray Istanbul                                                           | Karte(n) für Galatasaray Istanbul |
| -- | ------------------ | --------------------- | ------------------------------- | --------- | ----------------------------------------------------------------------------------------- | --------------------------------- |
| 01 | 20. September 1969 | Altınordu Izmir       | Mithatpaşa Stadı, Istanbul      | 2:0 (1:0) | 1:0 Özdenak (13.), 2:0 Köken (62.)                                                        | keine                             |
| 02 | 5. Oktober 1969    | Vefa Istanbul         | Mithatpaşa Stadı, Istanbul      | 4:1 (3:0) | 1:0 Maloğlu (7. Eigentor), 2:0 Elmastaşoğlu (13.), 3:0 Oğuz (18.), 4:0 Elmastaşoğlu (78.) | keine                             |
| 03 | 19. Oktober 1969   | Mersin İdman Yurdu    | Mithatpaşa Stadı, Istanbul      | 2:1 (1:1) | 1:0 Çoğum (22. Eigentor), 2:1 Oğuz (61.)                                                  | keine                             |
| 04 | 26. Oktober 1969   | MKE Ankaragücü        | 19 Mayıs Stadı, Ankara          | 0:2 (0:0) | keine                                                                                     | keine                             |
| 05 | 2. November 1969   | Beşiktaş Istanbul     | Mithatpaşa Stadı, Istanbul      | 1:1 (1:1) | 1:0 Özdenak (15.)                                                                         | keine                             |
| 06 | 22. November 1969  | Gençlerbirliği Ankara | 19 Mayıs Stadı, Ankara          | 3:0 (1:0) | 1:0 Özdenak (39.), 2:0 Günalp (84.), 3:0 Elveren (88.)                                    | keine                             |
| 07 | 30. November 1969  | Ankara Demirspor      | Ali Sami Yen Stadyumu, Istanbul | 0:0       | keine                                                                                     | keine                             |
| 08 | 7. Dezember 1969   | Fenerbahçe Istanbul   | Ali Sami Yen Stadyumu, Istanbul | 1:0 (1:0) | 1:0 Özdenak (40.)                                                                         | keine                             |
| 09 | 14. Dezember 1969  | Bursaspor             | Atatürk Stadı, Bursa            | 0:2 (0:1) | keine                                                                                     | Oğuz (44.)                        |
| 10 | 21. Dezember 1969  | Göztepe Izmir         | Alsancak Stadı, Izmir           | 1:2 (1:1) | 1:1 Acuner (15.)                                                                          | keine                             |
| 11 | 27. Dezember 1969  | Altay Izmir           | Mithatpaşa Stadı, Istanbul      | 0:1 (0:1) | keine                                                                                     | keine                             |
| 12 | 3. Januar 1970     | PTT                   | Mithatpaşa Stadı, Istanbul      | 1:1 (0:0) | 1:0 Elmastaşoğlu (89.)                                                                    | keine                             |
| 13 | 11. Januar 1970    | Eskişehirspor         | Atatürk Stadı, Eskişehir        | 0:1 (0:0) | keine                                                                                     | keine                             |
| 14 | 18. Januar 1970    | Istanbulspor          | Ali Sami Yen Stadyumu, Istanbul | 2:3 (1:1) | 1:1 Özdenak (18.), 2:3 Acuner (86.)                                                       |                                   |
| 15 | 25. Januar 1970    | Samsunspor            | 19 Mayıs Stadı, Samsun          | 0:0       | keine                                                                                     | keine                             |
| 16 | 22. Februar 1970   | Altınordu Izmir       | Alsancak Stadı, Izmir           | 0:0       | keine                                                                                     | keine                             |
| 17 | 1. März 1970       | Istanbulspor          | Mithatpaşa Stadı, Istanbul      | 0:0       | keine                                                                                     | Elveren (53.)                     |
| 18 | 8. März 1970       | Vefa Istanbul         | Ali Sami Yen Stadyumu, Istanbul | 2:0 (0:0) | 1:0 Doğangün (72.), 2:0 Oğuz (75. Elfmeter)                                               | keine                             |
| 19 | 22. März 1970      | MKE Ankaragücü        | Ali Sami Yen Stadyumu, Istanbul | 2:0 (2:0) | 1:0 Fırtına (16.), 2:0 Doğangün (23.)                                                     | keine                             |
| 20 | 29. März 1970      | Beşiktaş Istanbul     | Ali Sami Yen Stadyumu, Istanbul | 0:0       | keine                                                                                     | keine                             |
| 21 | 4. April 1970      | Samsunspor            | Mithatpaşa Stadı, Istanbul      | 2:0 (1:0) | 1:0 Gülen (40.), 2:0 Yağız (73.)                                                          | keine                             |
| 22 | 11. April 1970     | Gençlerbirliği Ankara | Ali Sami Yen Stadyumu, Istanbul | 1:0 (1:0) | 1:0 Doğangün (38.)                                                                        | keine                             |
| 23 | 19. April 1970     | Ankara Demirspor      | 19 Mayıs Stadı, Ankara          | 1:0 (0:0) | 1:0 Doğangün (66.)                                                                        | keine                             |
| 24 | 26. April 1970     | Fenerbahçe Istanbul   | Mithatpaşa Stadı, Istanbul      | 0:1 (0:0) | keine                                                                                     | keine                             |
| 25 | 3. Mai 1970        | Bursaspor             | Mithatpaşa Stadı, Istanbul      | 0:0       | keine                                                                                     | keine                             |
| 26 | 10. Mai 1970       | Göztepe Izmir         | Ali Sami Yen Stadyumu, Istanbul | 0:0       | keine                                                                                     | keine                             |
| 27 | 17. Mai 1970       | Altay Izmir           | Alsancak Stadı, Izmir           | 0:1 (0:0) | keine                                                                                     | Köken (54.)                       |
| 28 | 24. Mai 1970       | PTT                   | 19 Mayıs Stadı, Ankara          | 0:1 (0:0) | keine                                                                                     | keine                             |
| 29 | 27. Mai 1970       | Mersin İdman Yurdu    | Tevfik Sırrı Gür Stadı, Mersin  | 0:1 (0:0) | keine                                                                                     | keine                             |
| 30 | 30. Mai 1970       | Eskişehirspor         | Ali Sami Yen Stadyumu, Istanbul | 2:2 (0:0) | 1:2 Acar (66. Eigentor), 2:2 Özdenak (81.)                                                | keine                             |

### Türkiye Kupası
| Runde        | Datum            | Gegner          | Ort                             | Ergebnis  | Tor(e) für Galatasaray Istanbul                       | Karte(n) für Galatasaray Istanbul |
| ------------ | ---------------- | --------------- | ------------------------------- | --------- | ----------------------------------------------------- | --------------------------------- |
| 1R-Hinspiel  | 8. Oktober 1969  | İzmir Denizgücü | Alsancak Stadı, Izmir           | 1:0 (1:0) | 1:0 Mustafa (36. Eigentor)                            | keine                             |
| 1R-Rückspiel | 22. Oktober 1969 | İzmir Denizgücü | Mithatpaşa Stadı, Istanbul      | 1:0 (1:0) | 1:0 Öztürk (27.)                                      | keine                             |
| 2R-Hinspiel  | 1. Februar 1970  | Vefa Istanbul   | Ali Sami Yen Stadyumu, Istanbul | 3:0 (0:0) | 1:0 Özdenak (54.), 2:0 Özdenak (68.), 3:0 Köken (82.) | keine                             |
| 2R-Rückspiel | 8. Februar 1970  | Vefa Istanbul   | Mithatpaşa Stadı, Istanbul      | 0:0       | keine                                                 | keine                             |
| VF-Hinspiel  | 1. April 1970    | Eskişehirspor   | Atatürk Stadı, Eskişehir        | 0:2 (0:1) | keine                                                 | keine                             |
| VF-Rückspiel | 8. April 1970    | Eskişehirspor   | Mithatpaşa Stadı, Istanbul      | 0:0       | keine                                                 | keine                             |

### Europapokal der Landesmeister
| Runde        | Datum              | Gegner         | Ort                                 | Ergebnis                | Tor(e) für Galatasaray Istanbul                            | Karte(n) für Galatasaray Istanbul |
| ------------ | ------------------ | -------------- | ----------------------------------- | ----------------------- | ---------------------------------------------------------- | --------------------------------- |
| 1R-Hinspiel  | 17. September 1969 | Waterford FC   | Mithatpaşa Stadı, Istanbul          | 2:0 (2:0)               | 1:0 Özdenak (20.), 2:0 Özdenak (43.)                       | keine                             |
| 1R-Rückspiel | 1. Oktober 1969    | Waterford FC   | Lansdowne Road, Dublin              | 3:2 (1:0)               | 1:0 Köken (27.), 2:1 Özdenak (68.), 3:1 Elmastaşoğlu (71.) | keine                             |
| 2R-Hinspiel  | 12. November 1969  | Spartak Trnava | Štadión Antona Malatinského, Trnava | 0:1 (0:0)               | keine                                                      | keine                             |
| 2R-Rückspiel | 26. November 1969  | Spartak Trnava | Mithatpaşa Stadı, Istanbul          | (M)1:0 n. V. (1:0, 0:0) | 1:0 Acuner (70.)                                           | keine                             |
| VF-Hinspiel  | 4. März 1970       | Legia Warschau | Mithatpaşa Stadı, Istanbul          | 1:1 (0:1)               | 1:0 Elmastaşoğlu (47.)                                     | keine                             |
| VF-Rückspiel | 18. März 1970      | Legia Warschau | Stadion Wojska Polskiego, Warschau  | 0:2 (0:1)               | keine                                                      | keine                             |

### TSYD Kupası
| Datum             | Gegner              | Ort                        | Ergebnis  | Tor(e) für Galatasaray Istanbul | Karte(n) für Galatasaray Istanbul |
| ----------------- | ------------------- | -------------------------- | --------- | ------------------------------- | --------------------------------- |
| 3. September 1969 | Fenerbahçe Istanbul | Mithatpaşa Stadı, Istanbul | 0:0       | keine                           | Acuner (78.)                      |
| 6. September 1969 | Beşiktaş Istanbul   | Mithatpaşa Stadı, Istanbul | 1:1 (1:1) | 1:1 Öztürk (13.)                | keine                             |

## Statistiken

### Teamstatistik
| Wettbewerb                    | Punkte | daheim | daheim | daheim | daheim | daheim | auswärts | auswärts | auswärts | auswärts | auswärts | Gesamt | Gesamt | Gesamt | Gesamt | Gesamt | Tordifferenz |
| Wettbewerb                    | Punkte | Sp     | G      | U      | N      | TV     | Sp       | G        | U        | N        | TV       | Sp     | G      | U      | N      | TV     | Tordifferenz |
| ----------------------------- | ------ | ------ | ------ | ------ | ------ | ------ | -------- | -------- | -------- | -------- | -------- | ------ | ------ | ------ | ------ | ------ | ------------ |
| 1. Lig                        | 30:30  | 15     | 7      | 6      | 2      | 20:10  | 15       | 3        | 4        | 8        | 7:11     | 30     | 10     | 10     | 10     | 27:21  | +6           |
| Türkiye Kupası                | –      | 3      | 2      | 1      | 0      | 4:0    | 3        | 1        | 1        | 1        | 1:2      | 6      | 3      | 2      | 1      | 5:2    | +3           |
| Europapokal der Landesmeister | –      | 3      | 2      | 1      | 0      | 4:1    | 3        | 1        | 0        | 2        | 3:5      | 6      | 3      | 1      | 2      | 7:6    | +1           |
| Gesamt                        | 30:30  | 21     | 11     | 8      | 2      | 28:11  | 21       | 5        | 5        | 11       | 12:18    | 42     | 16     | 13     | 13     | 39:29  | +10          |

### Saisonverlauf
| Spieltag | 1 | 2  | 3 | 4 | 5 | 6 | 7 | 8 | 9 | 10 | 11 | 12 | 13 | 14 | 15 | 16 | 17 | 18 | 19 | 20 | 21 | 22 | 23 | 24 | 25 | 26 | 27 | 28 | 29 | 30 |
| -------- | - | -- | - | - | - | - | - | - | - | -- | -- | -- | -- | -- | -- | -- | -- | -- | -- | -- | -- | -- | -- | -- | -- | -- | -- | -- | -- | -- |
| Spielort | H | H  | H | H | A | H | A | A | H | H  | A  | A  | H  | H  | A  | A  | A  | A  | A  | H  | A  | H  | H  | A  | A  | H  | H  | A  | A  | H  |
| Resultat | S | V  | S | S | V | U | U | S | U | S  | V  | V  | V  | U  | V  | U  | U  | S  | V  | S  | U  | S  | S  | S  | V  | U  | U  | V  | V  | U  |
| Platz    | 8 | 11 | 7 | 4 | 7 | 7 | 9 | 6 | 6 | 5  | 6  | 9  | 10 | 9  | 9  | 10 | 10 | 9  | 10 | 8  | 8  | 7  | 6  | 6  | 6  | 6  | 6  | 6  | 7  | 8  |

Quelle: https://www.weltfussball.de/spielplan/tur-sueperlig-1969-1970
Legende: Spielort: H = Heim; A = Auswärts. Resultat: S = Sieg; U = Unentschieden; N = Niederlage

### Spielerstatistiken
| Spieler            | 1. Lig   | 1. Lig | 1. Lig      | 1. Lig     | Türkiye Kupası/TSYD Kupası | Türkiye Kupası/TSYD Kupası | Türkiye Kupası/TSYD Kupası | Türkiye Kupası/TSYD Kupası | Europapokal der Landesmeister | Europapokal der Landesmeister | Europapokal der Landesmeister | Europapokal der Landesmeister | Total    | Total | Total       | Total      |
| Spieler            | Einsätze | Tore   | Gelbe Karte | Rote Karte | Einsätze                   | Tore                       | Gelbe Karte                | Rote Karte                 | Einsätze                      | Tore                          | Gelbe Karte                   | Rote Karte                    | Einsätze | Tore  | Gelbe Karte | Rote Karte |
| ------------------ | -------- | ------ | ----------- | ---------- | -------------------------- | -------------------------- | -------------------------- | -------------------------- | ----------------------------- | ----------------------------- | ----------------------------- | ----------------------------- | -------- | ----- | ----------- | ---------- |
| Ergün Acuner       | 17       | 2      | 0           | 0          | 5                          | 0                          | 0                          | 1                          | 6                             | 1                             | 0                             | 0                             | 28       | 3     | 0           | 1          |
| Nihat Akbay        | 15       | 0      | 0           | 0          | 2                          | 0                          | 0                          | 0                          | 6                             | 0                             | 0                             | 0                             | 23       | 0     | 0           | 0          |
| Akın Aksaçlı       | 25       | 0      | 0           | 0          | 6                          | 0                          | 0                          | 0                          | 5                             | 0                             | 0                             | 0                             | 36       | 0     | 0           | 0          |
| Olcay Başarır      | 3        | 0      | 0           | 0          | 1                          | 0                          | 0                          | 0                          | 0                             | 0                             | 0                             | 0                             | 4        | 0     | 0           | 0          |
| Ahmet Celović      | 5        | 0      | 0           | 0          | 3                          | 0                          | 0                          | 0                          | 1                             | 0                             | 0                             | 0                             | 9        | 0     | 0           | 0          |
| Turan Doğangün     | 21       | 4      | 0           | 0          | 7                          | 0                          | 0                          | 0                          | 5                             | 0                             | 0                             | 0                             | 33       | 4     | 0           | 0          |
| Ayhan Elmastaşoğlu | 20       | 3      | 0           | 0          | 6                          | 0                          | 0                          | 0                          | 6                             | 2                             | 0                             | 0                             | 32       | 5     | 0           | 0          |
| Ali Elveren        | 22       | 1      | 0           | 1          | 6                          | 0                          | 0                          | 0                          | 6                             | 0                             | 0                             | 0                             | 34       | 1     | 0           | 1          |
| İlker Erbay        | 1        | 0      | 0           | 0          | 0                          | 0                          | 0                          | 0                          | 0                             | 0                             | 0                             | 0                             | 1        | 0     | 0           | 0          |
| Mazlum Fırtına     | 18       | 1      | 0           | 0          | 3                          | 0                          | 0                          | 0                          | 1                             | 0                             | 0                             | 0                             | 22       | 1     | 0           | 0          |
| Yılmaz Gökdel      | 8        | 0      | 0           | 0          | 1                          | 0                          | 0                          | 0                          | 0                             | 0                             | 0                             | 0                             | 9        | 0     | 0           | 0          |
| Muhlis Gülen       | 17       | 1      | 0           | 0          | 1                          | 0                          | 0                          | 0                          | 3                             | 0                             | 0                             | 0                             | 21       | 1     | 0           | 0          |
| Ekrem Günalp       | 24       | 1      | 0           | 0          | 6                          | 0                          | 0                          | 0                          | 4                             | 0                             | 0                             | 0                             | 34       | 1     | 0           | 0          |
| Harun Kaya         | 5        | 0      | 0           | 0          | 3                          | 0                          | 0                          | 0                          | 0                             | 0                             | 0                             | 0                             | 8        | 0     | 0           | 0          |
| Uğur Köken         | 22       | 1      | 0           | 1          | 5                          | 1                          | 0                          | 0                          | 6                             | 1                             | 0                             | 0                             | 33       | 3     | 0           | 1          |
| Bilgin Nesil       | 6        | 0      | 0           | 0          | 2                          | 0                          | 0                          | 0                          | 0                             | 0                             | 0                             | 0                             | 8        | 0     | 0           | 0          |
| Mehmet Oğuz        | 18       | 3      | 0           | 1          | 5                          | 0                          | 0                          | 0                          | 6                             | 0                             | 0                             | 0                             | 29       | 3     | 0           | 1          |
| Gökmen Özdenak     | 24       | 6      | 0           | 0          | 6                          | 2                          | 0                          | 0                          | 4                             | 3                             | 0                             | 0                             | 34       | 11    | 0           | 0          |
| Yasin Özdenak      | 15       | 0      | 0           | 0          | 2                          | 0                          | 0                          | 0                          | 0                             | 0                             | 0                             | 0                             | 17       | 0     | 0           | 0          |
| Talat Özkarslı     | 13       | 0      | 0           | 0          | 5                          | 0                          | 0                          | 0                          | 6                             | 0                             | 0                             | 0                             | 24       | 0     | 0           | 0          |
| Hidayet Öztekin    | 7        | 0      | 0           | 0          | 4                          | 0                          | 0                          | 0                          | 0                             | 0                             | 0                             | 0                             | 11       | 0     | 0           | 0          |
| Feridun Öztürk     | 10       | 0      | 0           | 0          | 4                          | 2                          | 0                          | 0                          | 2                             | 0                             | 0                             | 0                             | 16       | 2     | 0           | 0          |
| Muzaffer Sipahi    | 28       | 0      | 0           | 0          | 7                          | 0                          | 0                          | 0                          | 6                             | 0                             | 0                             | 0                             | 41       | 0     | 0           | 0          |
| Faruk Uçarlar      | 3        | 0      | 0           | 0          | 0                          | 0                          | 0                          | 0                          | 0                             | 0                             | 0                             | 0                             | 3        | 0     | 0           | 0          |
| Bülent Ünder       | 4        | 0      | 0           | 0          | 0                          | 0                          | 0                          | 0                          | 0                             | 0                             | 0                             | 0                             | 4        | 0     | 0           | 0          |
| Varol Ürkmez       | 1        | 0      | 0           | 0          | 5                          | 0                          | 0                          | 0                          | 0                             | 0                             | 0                             | 0                             | 6        | 0     | 0           | 0          |
| Samim Yağız        | 15       | 1      | 0           | 0          | 5                          | 0                          | 0                          | 0                          | 0                             | 0                             | 0                             | 0                             | 20       | 1     | 0           | 0          |